# Zgharta
Zgharta ou Zgharté (زغرتا, em árabe) é uma das principais cidades do Líbano Setentrional, com uma população estimada em 70.000 habitantes. É sede do distrito homônimo.